# ۷۸۳۹۳ دیلون
سیارک ۷۸۳۹۳ (به انگلیسی: 78393 Dillon، نامگذاری:2002PW165) هفتاد و هشت هزار و سیصد و نود و سومین سیارک کشف شده‌است که در ۸ اوت ۲۰۰۲ کشف شد.